# Antal Dovcsák

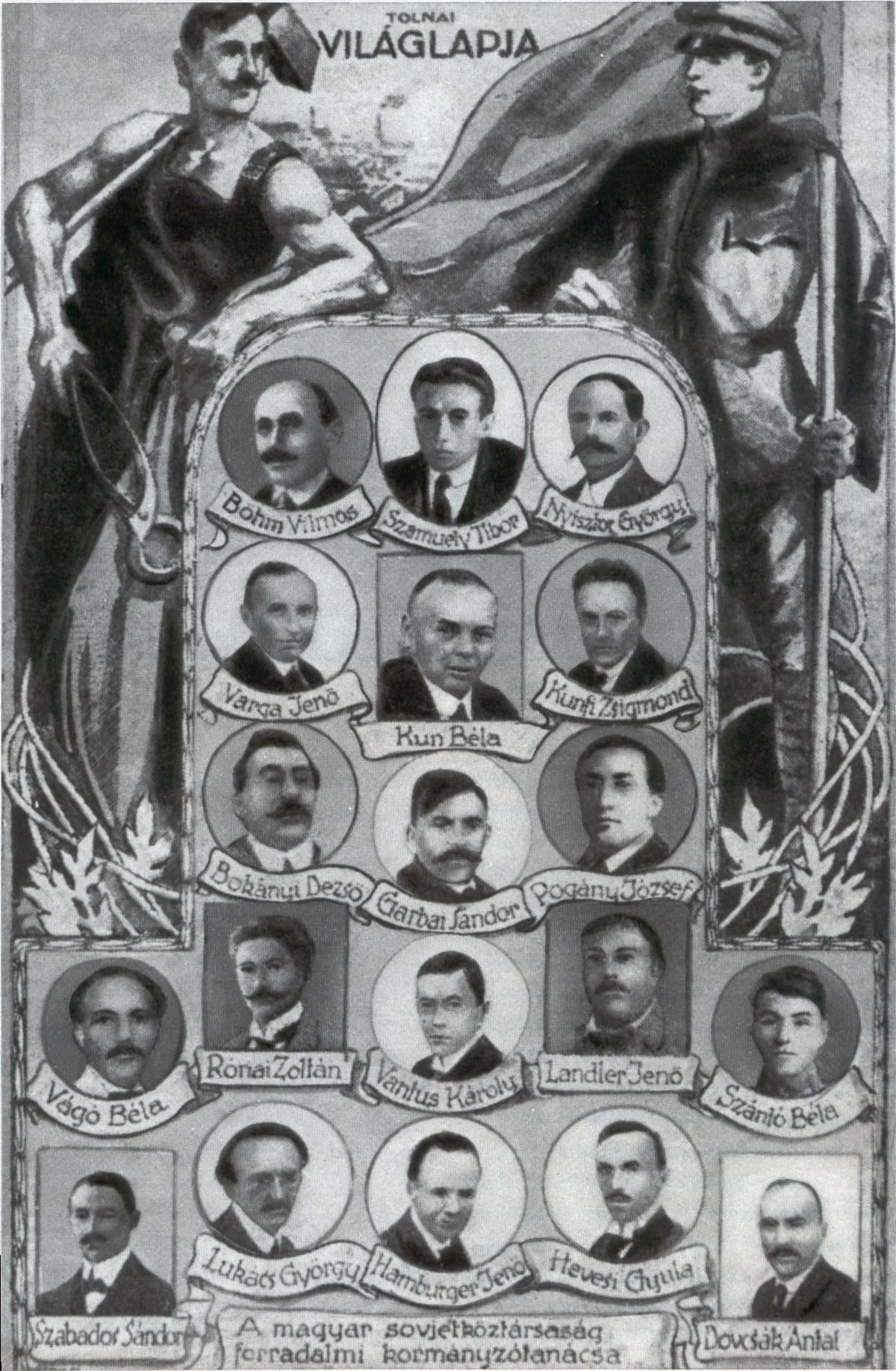
Ungarische Räteregierung 1919.
Dovcsák unten rechts

Antal Dovcsák (* 11. März 1879 in Budapest, Österreich-Ungarn; † 1962 in Wien) war ungarischer Gewerkschaftsführer, sozialistischer Politiker und 1919 Mitglied der Regierung der Ungarischen Räterepublik.

## Leben
Dovcsák war vor dem Ersten Weltkrieg Gewerkschaftsführer der Stahlarbeiter und Politiker der Ungarischen Sozial-Demokratischen Partei (MSZDP).
Als nach dem Ende des Ersten Weltkriegs die erste republikanische Regierung Ungarns unter Mihály Károlyi zurücktrat, wurde Dovcsák im Revolutionsrat der Ungarischen Sozialistischen Räterepublik, die faktisch unter der Führung des Volkskommissars des Äußeren Béla Kun stand, am 21. März 1919 zum Stellvertretenden Rat für Volksversorgung, am 5. April zum Rat für Volksversorgung und am 24. Juni zum Stellvertreter des Ministerpräsidenten Sándor Garbai ernannt. Ende Juli resignierte die Räteregierung und gab den Kampf gegen die ungarischen Konterrevolutionäre und die alliierten Invasoren auf. Dovcsák wurde Handelsminister in der am 1. August 1919 eingesetzten sozialdemokratischen Gewerkschaftsregierung Gyula Peidl, die noch einen Großteil der vorherigen Verstaatlichungsbeschlüsse rückgängig machte. Am 6. August wurde die Regierung unter dem Druck der rumänischen Truppen in Budapest gestürzt. Dovcsák wurde verhaftet und eingekerkert.
1922 wurde er vom Horthy-Regime im Rahmen eines Gefangenenaustausches in einer Gruppe von Politikern in die Sowjetunion abgeschoben. Dovcsák ging daraufhin 1923 nach Österreich, wo er als Gewerkschaftsfunktionär im eisen- und metallverarbeitenden Gewerbe tätig war.